# Храстє (Марибор)
Храстє (словен. Hrastje) — поселення в общині Марибор, Подравський регіон‎, Словенія.